# Estação Ferroviária de Dois Irmãos do Buriti
A Estação Ferroviária de Dois Irmãos do Buriti-Palmeiras foi uma construção destinada a embarque ou desembarque de passageiros de trem e, secundariamente, ao carregamento e descarregamento de carga transportada. Usualmente consistia em um edifício para passageiros (e possivelmente para cargas também), além de outras instalações associadas ao funcionamento da ferrovia. 

## História
A Estação Palmeiras de Dois Irmãos do Buriti faz parte da linha E. F. Itapura-Corumbá, que foi aberta a partir de 1912. Apesar disso, por dificuldades técnicas e financeiras, havia cerca de 200 km de trilhos para serem finalizados (trechos Jupiá-Água Clara e Pedro Celestino-Porto Esperança), fato que ocorreu apenas em outubro de 1914. Em 1917 a ferrovia é fundida no trecho da Estrada de Ferro Noroeste do Brasil (NOB), que fazia o trecho paulista Bauru-Itapura.
Apesar de estar presente nos relatórios oficiais da Noroeste do Brasil que a estação de Palmeiras foi inaugurada em 1 de junho de 1941, ela já constava pelo menos desde 1932 no mesmo local ou então uma estação de nome Correntes. Este é o nome que consta no mapa que apesar de ser de 1959, mostra esse ponto entre as estações Piraputanga e Cachoeirão. Como muitas das estações do trecho entre Campo Grande e Porto Esperança, por muito tempo a estação não dispôs de água potável, obrigando a NOB a deslocar semanalmente uma composição de vagões pipa para abastecimento. 
Os Guias Levi dos anos de 1932 e 1940 mostra a estação com nome de Correntes e a partir de 1941 como Palmeiras.
| “ | O prédio da antiga estação não tem nenhum uso. Está abandonado, mas não inteiramente depredado. A reclamação da população é que ele vem sendo usado como ponto de venda de drogas. Isso num distrito com 1.142 habitantes (IBGE, 2000). Lá ainda existe a via férrea, mas só passam trens de carga de minério procedente de Corumbá | ” |

A estação foi restaurada em 2009 e estava fechada no ano seguinte.